# NGC 2598
NGC 2598 is een balkspiraalstelsel in het sterrenbeeld Kreeft. Het hemelobject werd op 1 januari 1864 ontdekt door de Duitse astronoom Albert Marth.

## Synoniemen
- UGC 4443
- MCG 4-20-65
- ZWG 119.116
- PGC 23855